# 6147 Straub
6147 Straub è un asteroide della fascia principale. Scoperto nel 1977, presenta un'orbita caratterizzata da un semiasse maggiore pari a 2,6069618 UA e da un'eccentricità di 0,2155339, inclinata di 12,13420° rispetto all'eclittica.